# 围攻华沙 (1939年)

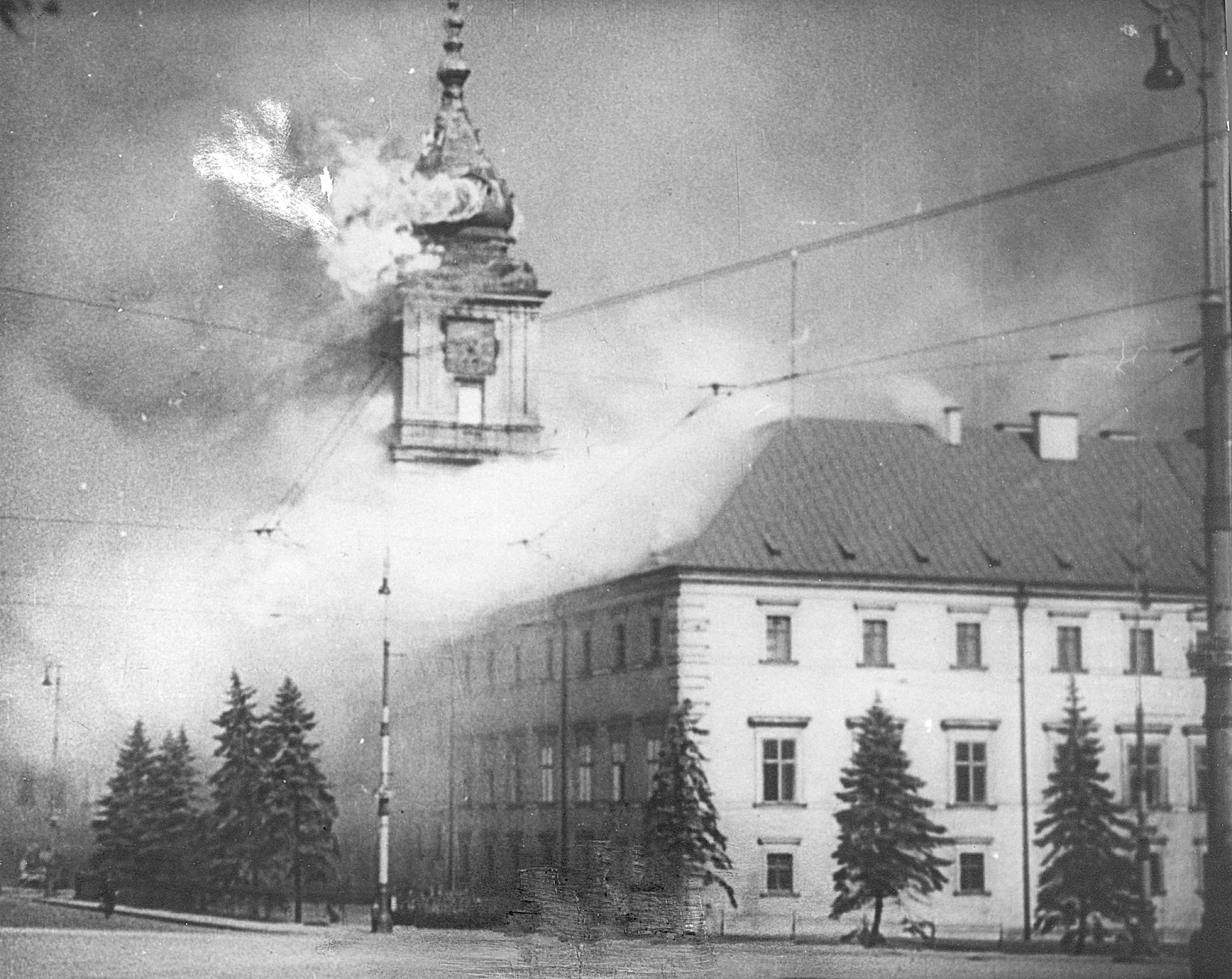
围攻华沙

围攻华沙是1939年的波兰战役期间的一場戰斗，當時波蘭陸軍的华沙集团军驻守华沙，抵御入侵的納粹德國陸軍:70–78。
从9月1日德国入侵波兰开始，德国空军就对华沙发动了大规模轰炸。地面战斗始于9月8日，当日，首个德军装甲单位抵达沃拉區和華沙西南郊区。德方经无线电宣称已占领华沙，但他们的进攻其实被波军击退了，很快，华沙陷入包围。围城战一直持续至9月28日，当日，由将军瓦雷里安·楚马指挥的波兰守军正式投降。次日，约14万名波军离开华沙，全部被俘。10月1日，德意志國防軍进入华沙，德方占领全城，占领一直持续至1945年1月17日，即国防军迫于苏军攻势压力而弃城之日；占领期间发生过华沙起义。
围城期间大约有18000名华沙平民死亡。空袭导致城中10%的建筑被完全摧毁，另有40%的建筑严重受损。:78